# Markus Bickel
Markus Bickel (* 25. Juli 1971 in Venezuela) ist ein deutscher Redakteur, Reporter, Balkan- und Nahostkorrespondent und Publizist. Breit rezipiert wurde 2017 seine Untersuchungen zu Rüstungsexporten, vor allem in seinem Werk Die Profiteure des Terrors.

## Leben und Wirken
In Venezuela als Sohn eines GTZ-Mitarbeiters geboren, wurde Bickels Wunsch, Reporter zu werden, zunächst durch Auslandsreisen in Konfliktgebiete Lateinamerikas geweckt. Als Jugendlicher lebte er drei Jahre in Saudi-Arabien und besuchte dort eine internationale Schule. Nach seinem in Deutschland bestandenen Abitur, dem Abschluss der Deutschen Journalistenschule (DJS) in München und einem Politik-Studium in Berlin blieb er zunächst als Redakteur der Wochenzeitung Jungle World in Berlin. Dann arbeitete er als Balkan-Korrespondent in Sarajevo.
2005 zog er nach Beirut. Von dort arbeitete er unter anderem für Spiegel Online, Die Zeit und die Frankfurter Allgemeine Zeitung (FAZ), den Standard, und die Stuttgarter Zeitung.
Von 2008 bis 2012 war er Redakteur der FAZ in Frankfurt am Main, von 2012 bis 2015 deren Nahost-Korrespondent in Kairo.
Seit 2016 arbeitet er als Autor und Journalist in Berlin. Er publiziert in der FAZ und in ZEIT online.
Von 2016 bis 2020 war er Chefredakteur des Berliner Amnesty Journals, dem Publikationsorgan von Amnesty International.
Seit 2023 ist er Redaktionsleiter des Security.Table-Newsletters bei Table Media.

## Publikationen

### Der vergessene Nahost-Konflikt (2011)
Die Falter-Rezension bewertet die Publikation als leicht lesbare und fundierte Einführung in den „anderen“, also nicht auf Palästina fokussierten Konflikt zwischen Syrien, dem Libanon und Israel. Deutlich wird nach Meinung Thomas Schmidingers bei der Lektüre einmal mehr, „dass nicht Menschenrechte, sondern die außenpolitische Orientierung Syriens entscheidend für die westliche Syrien-Politik war und ist“. Insbesondere Damaskus’ Verhältnis zum Verbündeten Iran und zum „Hauptfeind“ Israel spiele dabei eine Rolle. Ähnlich wie bei der Islamischen Republik Iran stehe auch im Falle Syriens die Frage nach einem geheimen Atomreaktor, der 2007 von der israelischen Luftwaffe zerstört worden sein soll, im Mittelpunkt des Interesses.

### Die Profiteure des Terrors (2017)
In der Rezension der Deutschen Welle bescheinigt der Rezensent der Monographie, die viel diskutiert werde, wer die aktuelle Debatte zur deutschen Rüstungspolitik in allen Facetten begreifen wolle, komme an Bickels Buch nicht vorbei.
Die These sei, dass von der neuen Angst vor dem Terror insbesondere in und aus arabischen Diktaturen vor allem deutsche Waffenschmieden profitierten, trotz der Absicht der Regierungskoalition, die Rüstungsexporte in Krisenregionen einzuschränken. Dies erkläre der Autor vor allem aus der „Handelsfixierung“ der deutschen Diplomatie. „Hinzu kommt, dass die wichtigsten arabischen Bündnispartner inzwischen erheblichen wirtschaftlichen Einfluss in Deutschland selbst ausüben. Katars Ex-Regierungschef ist Großaktionär bei der Deutschen Bank. Die Vereinigten Arabischen Emirate haben sich mit dem größten Staatsfonds der Welt in deutsche Reedereien und Fluglinien eingekauft.“ Eine mächtige Allianz der „wehrtechnischen Industrie,“ mit den gewählten Volksvertretern habe schließlich auch Sigmar Gabriel „in die Knie gezwungen“, der mit ganz anderen Zielen angetreten sei.

## Privates
Bickel ist verheiratet, hat zwei Kinder und lebt in Berlin.

## Schriften (Auswahl)
- MARCO POLO Reiseführer Montenegro – Reisen mit Insider-Tipps. Inklusive kostenloser Touren-App & Update-Service. Mairdumont, Ostfildern 2017, ISBN 978-3-8297-2840-9.
- Gemeinsam mit Wolfram Reiss u. a.: Aufstieg und Fall der ägyptischen Muslimbruderschaft 2011–2013. Tectum Wissenschaftsverlag, Marburg 2016, ISBN 978-3-8288-6584-6.
- Der vergessene Nahostkonflikt: Syrien, Israel, Libanon, Hizbollah. Leske-Verlag, Düsseldorf 2011, ISBN 978-3-942377-02-7.
- Die Profiteure des Terrors. Wie Deutschland an Kriegen verdient und arabische Diktaturen stärkt. Westend Verlag, Frankfurt/Main 2017, ISBN 978-3-86489-152-6.